# Santa Cruz (groupe finlandais)
Pour les articles homonymes, voir Santa Cruz.
Santa Cruz est un groupe de glam metal originaire de Finlande, formé en 2007.

## Discographie

### Albums studio
- Screaming for Adrenaline (2013)
- Santa Cruz (2015)
- Bad Blood Rising (2017)
- Katharsis (2019)
- The return of the kings (2022)

### Simples
- Relentless Renegades (2013)
- Nothing Compares to You (2013)
- We Are the Ones to Fall (2014)
- Wasted And Wounded (2014)
- My Remedy (2015)
- Skydiving Without a Parachute (2016)
- Drag Me Down (2016)
- Rivière Phoenix (2017)
- Young Blood Rising (2017)
- Changing of Seasons (2019)
- Tell Me Why (2019)
- Into the War (2019)
- Testify (2019)
- moonchild (2021)
- crossfire (2021)
- under the gun (2022)

### EP
- Another Rush of Adrenaline (2009)
- Anthems for the Young 'n' Restless (2011)